# Нарвско језеро
Нарвско језеро (рус. На́рвское водохрани́лище; ест. Narva veehoidla) вештачко је језеро настало преграђивањем корита реке Нарве. Језеро се налази на самој граници Естоније, односно естонског округа Ида-Виру на западу и руске Лењинградске области (Сланчањски и Кингисепшки рејон) на истоку.
Језеро је настало преграђивањем корита реке Нарве, на месту где се у њу уливала њена највећа притока, река Пљуса, између градова Нарве и Ивангорода. Радови на брани започели су 1950. године, а језеро је испуњено водом током 1955. године. Сама брана је дугачка 206 метара и на њој се налазе турбине Нарвске хидроелектране капацитета 125 MW.
Површина језерске акваторије је 191,4 км², од чега се око 150 км² налази на територији Русије, док је преосталих 40 км² на територији Естоније. Запремина језера је у просеку око 0,365 км³ док се површина језера налази на надморским висинама између 24–25 метара. максимална дубина језера је до 15 метара, док је просечна дубина око 1,8 метара. Градњом Нарвског језера потопљено је око 4.030 хектара обрадивих површина, а дислоцирана су и 742 привредна објекта.
Једина река која се директно улива у језеро је Пљуса, а површина сливног подручја које гравитира ка језеру је 55.848 км².